# Tiszadob, Szabolcs-Szatmár-Bereg
Tiszadob  este un sat în districtul Tiszavasvár, județul Szabolcs-Szatmár-Bereg, Ungaria, având o populație de 2.986 de locuitori (2011). 

## Demografie
Componența etnică a satului Tiszadob
     Maghiari (84,39%)
     Romi (14,88%)
     Alții (0,73%)
Componența confesională a satului Tiszadob
     Reformați (27,29%)
     Fără religie (25,79%)
     Romano-catolici (16,58%)
     Atei (1,14%)
     Necunoscută (28,2%)
     Alte religii (1,71%)
Conform recensământului din 2011, satul Tiszadob avea 2.986 de locuitori. Din punct de vedere etnic, majoritatea locuitorilor (84,39%) erau maghiari, cu o minoritate de romi (14,88%). Nu există o religie majoritară, locuitorii fiind reformați (27,29%), persoane fără religie (25,79%), romano-catolici (16,58%) și atei (1,14%). Pentru 28,2% din locuitori nu este cunoscută apartenența confesională.